# Cuyapo
Cuyapo è una municipalità di terza classe delle Filippine, situata nella Provincia di Nueva Ecija, nella regione di Luzon Centrale.
Cuyapo è formata da 51 baranggay:
- Baloy
- Bambanaba
- Bantug
- Bentigan
- Bibiclat
- Bonifacio
- Bued
- Bulala
- Burgos
- Cabatuan
- Cabileo
- Cacapasan
- Calancuasan Norte
- Calancuasan Sur
- Colosboa
- Columbitin
- Curva

- District I (Pob. I)
- District II (Pob. II)
- District IV (Pob. IV)
- District V (Pob. V)
- District VI (Pob. VI)
- District VII (Pob. VII)
- District VIII (Pob. VIII)
- Landig
- Latap
- Loob
- Luna
- Malbeg-Patalan
- Malineng
- Matindeg
- Maycaban
- Nacuralan
- Nagmisahan

- Paitan Norte
- Paitan Sur
- Piglisan
- Pugo
- Rizal
- Sabit
- Salagusog
- San Antonio
- San Jose
- San Juan
- Santa Clara
- Santa Cruz
- Sinimbaan
- Tagtagumbao
- Tutuloy
- Ungab
- Villaflores